# Myuchelys latisternum
Myuchelys latisternum là một loài rùa trong họ Chelidae. Loài này được Gray mô tả khoa học đầu tiên năm 1867. Đây là loài đặc hữu Australia, phạm vi phân bố dọc theo sông suối và các đầm và phá nối liền từ ven biển Bán đảo Cape York đến phía bắc New South Wales, với các quần thể cũng được ghi nhận là xa về phía nam như Newcastle - (Địa điểm lưu vực sông Williams của Đập Tilligra trước đây). Chúng được cho là đã được du nhập vào hồ Eacham ở Atherton Tablelands. 